# Municipio de Marble (Nebraska)
El municipio de Marble (en inglés: Marble Township) es un municipio ubicado en el condado de Saunders en el estado estadounidense de Nebraska. En el año 2010 tenía una población de 409 habitantes y una densidad poblacional de 3,74 personas por km².

## Geografía
El municipio de Marble se encuentra ubicado en las coordenadas 41°10′15″N 96°23′43″O / 41.17083, -96.39528. Según la Oficina del Censo de los Estados Unidos, el municipio tiene una superficie total de 109.22 km², de la cual 106,34 km² corresponden a tierra firme y (2,64 %) 2,88 km² es agua.

## Demografía
Según el censo de 2010, había 409 personas residiendo en el municipio de Marble. La densidad de población era de 3,74 hab./km². De los 409 habitantes, el municipio de Marble estaba compuesto por el 99,76 % blancos, el 0,24 % eran amerindios. Del total de la población el 0,49 % eran hispanos o latinos de cualquier raza.